# Conferência Episcopal de Angola e São Tomé
A Conferência Episcopal de Angola e São Tomé (CEAST) é a assembleia dos bispos católicos de Angola e São Tomé e Príncipe. Tem a sua sede em Luanda.
Dom Filomeno do Nascimento Vieira Dias, arcebispo de Luanda, é o Presidente em funções da CEAST, desde 9 de novembro de 2015, altura em que substituiu o anterior Presidente e actual Vice-Presidente Gabriel Mbilingi, arcebispo de Lubango, em funções desde 21 de novembro de 2009.
Em várias cartas pastorais, a CEAST tem chamado repetidamente por mais justiça social.